# Biserica de lemn din Mănăstirea Bălan

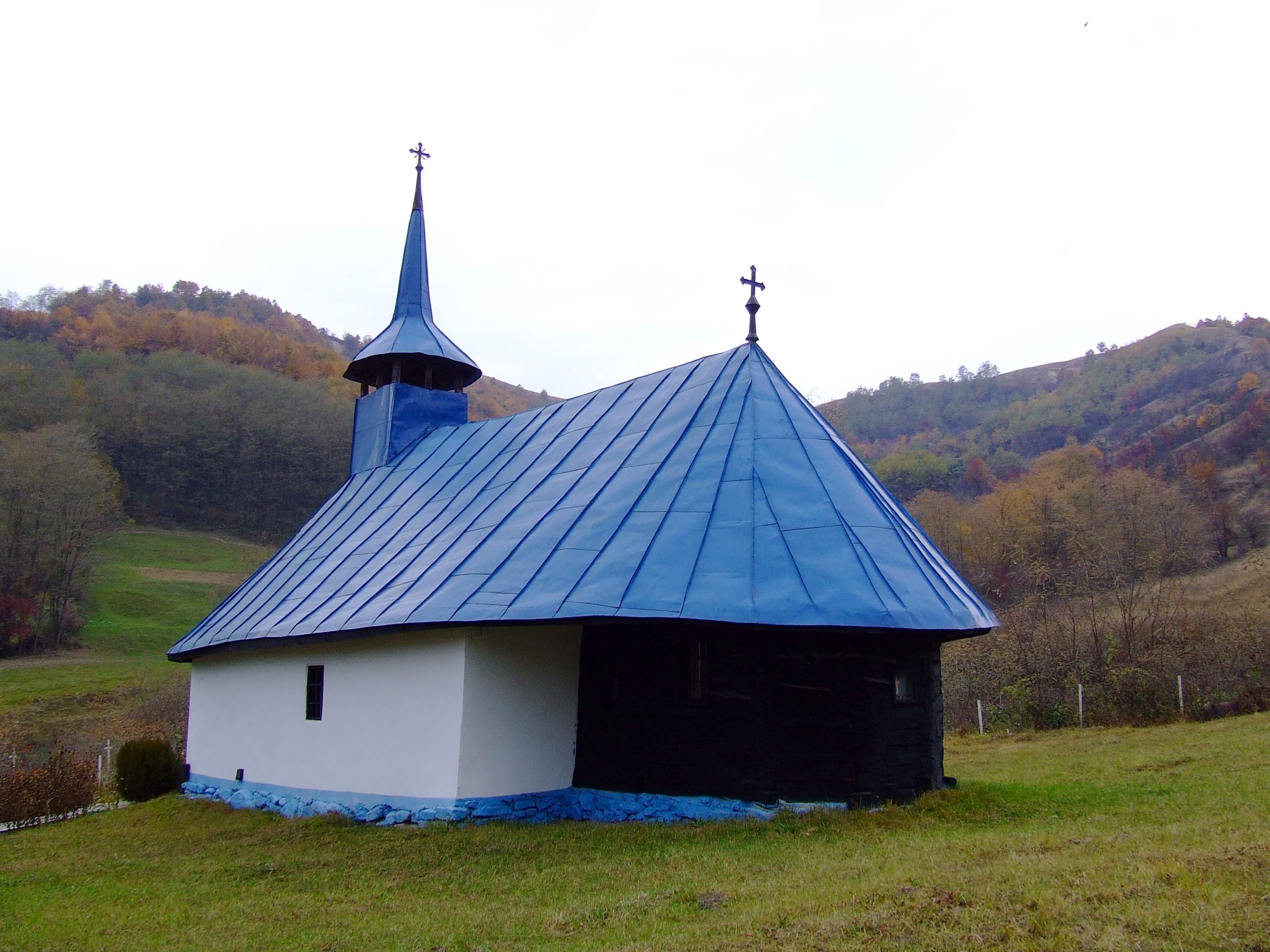
Biserica de lemn a mănăstirii Bălan

Biserica de lemn din Mănăstirea Bălan se află în localitatea Bălan din județul Sălaj și datează din secolul 19. Aceasta a înlocuit o veche biserică de lemn, adusă în sat, în locul numit Cricova, unde se păstrează și astăzi cu numele de biserica de lemn din Bălan Cricova. În sat se mai păstrează o biserică de lemn veche, biserica de lemn din Bălan Josani, ridicată în 1695. Biserica de lemn din Mănăstirea Bălan se află pe noua listă a monumentelor istorice sub codul LMI:  SJ-II-m-B-05014.